# Bolūband
Bolūband (persiska: بلوبند, Būlband) är en ort i Iran.   Den ligger i provinsen Markazi, i den nordvästra delen av landet, 130 km väster om huvudstaden Teheran. Bolūband ligger 1 855 meter över havet och antalet invånare är 144.
Terrängen runt Bolūband är kuperad.Runt Bolūband är det ganska glesbefolkat, med 27 invånare per kvadratkilometer. Närmaste större samhälle är Alvīr, 10,2 km norr om Bolūband. Trakten runt Bolūband består i huvudsak av gräsmarker.